# Christian Andreas Doppler
Christian Andreas Doppler (ur. 29 listopada 1803 w Salzburgu, zm. 17 marca 1853 r. w Wenecji) – austriacki fizyk i matematyk.
Doppler jako pierwszy zaobserwował i opisał zjawisko nazwane potem od jego nazwiska efektem Dopplera. Efekt ten powoduje zwiększenie się częstotliwości fali (dźwiękowej, świetlnej) zbliżającego się źródła (np. pojazdu) i zmniejszenie się jej dla źródła oddalającego się.

## Życiorys
Doppler urodził się w Salzburgu w rodzinie kamieniarskiej z tradycjami sięgającymi 1674 roku. Z powodu wątłej budowy ciała nie nadawał się do pracy jako kamieniarz i studiował w Wiedniu i Salzburgu. Później wykładał matematykę i fizykę na politechnice w Pradze.
W roku 1841 został profesorem zwyczajnym matematyki i fizyki na Uniwersytecie Karola w Pradze. 25 maja 1842 roku ogłosił, a w 1843 roku opublikował swoją najważniejszą pracę – O kolorowym świetle gwiazd podwójnych i niektórych innych ciałach niebieskich (niem. Über das farbige Licht der Doppelsterne und einige andere Gestirne des Himmels) – w której opisał efekt Dopplera. Teoria ta została potwierdzona empirycznie w czerwcu 1845 roku.
W 1847 r. przybył do Bańskiej Szczawnicy, gdzie objął posadę profesora oraz kierownictwo katedry matematyki, mechaniki i fizyki na tamtejszej Akademii Górniczej. Uzyskał jednocześnie tytuł Cesarskiego Radcy Górniczego z wysoką, odpowiadająca temu tytułowi pensją. W ciągu krótkiego czasu zwiększył znaczenie stagnującej od 14 lat katedry przez poniesienie poziomu nauczania (m.in. wprowadzając wykład matematyki wyższej), sam tez zyskał uznanie i poważanie wśród studentów. Niestety, po rewolucji marcowej w 1848 r. i odejściu znacznej liczby studentów i wykładowców (niemieckich i czeskich) do Wiednia znaczenie placówki upadło.
Ponieważ w niespokojnym okresie Wiosny Ludów na Akademii z braku studentów prawie nie odbywały się zajęcia, Doppler poświęcił się głównie pracy naukowej. Jednocześnie złożył podanie o przeniesienie do Wiednia, dokąd przeprowadził się wraz ze swoją rodziną z początkiem 1849 r. W roku 1850 cesarz Franciszek Józef powołał go na stanowisko dyrektora Instytutu Fizyki Uniwersytetu Wiedeńskiego. Został tam pierwszym profesorem fizyki doświadczalnej. Doppler podczas pracy jako profesor opublikował ponad 50 prac naukowych z fizyki, matematyki i astronomii. Był przywiązany do rodziny, zawsze cieszył się wsparciem swojej wysoce inteligentnej żony.
W 1853 roku zmarł w Wenecji (gdzie próbował się leczyć) wskutek następstw choroby płuc (prawdopodobnie gruźlicy), wówczas typowej choroby zawodowej kamieniarzy.
Z okazji 100-lecia urodzin uczonego odsłonięto w Salzburgu tablicę pamiątkową. Fundusz jego imienia ma za zadanie popularyzować jego imię i wiedzę o jego dokonaniach.
Dom, w którym urodził się Doppler, nosi dziś adres Makart Platz 1, i leży niedaleko Makart Platz 8 – domu, w którym przez 7 lat mieszkał Wolfgang Amadeus Mozart.